# Willian Duarte da Silva
Willian Duarte da Silva (São João Batista, 24 de dezembro de 1934 (90 anos)) é um político brasileiro.
Filho Benjamim Duarte da Silva e de Damásia Maria Duarte.
Foi candidato a deputado estadual para a Assembleia Legislativa de Santa Catarina pela União Democrática Nacional (UDN), obtendo 4.166 votos, ficou suplente e foi convocado para a 4ª Legislatura (1959-1963), tomou posse em 10 de março de 1959 e renunciou ao mandato e à suplência em 29 de novembro de 1960.